# كرة توتوبردي (بهمئي غرمسيري الشمالي)
کرة توتوبردي (بالفارسية: کره توتوبردی) هي قرية تقع في إيران في قسم بهمئي غرمسیري الشمالي الريفي.